# Vintilă Horia
Vintilă Horia Iucal (Segarcea, Romênia, 18 de Dezembro de 1915 - Collado Villalba, Madrid, Espanha, 4 de Abril de 1992) foi um escritor romeno em língua francesa e castelhana.

## Biografia
Filho de um engenheiro agrônomo romeno, Horia se formou em Direito na Universidade de Bucareste. Diplomata, foi adido de imprensa e cultura em Roma e Viena, tendo realizado estudos de Letras e Filosofia nas universidades de Perugia e Viena.
Depois que a Romênia mudou de lado unindo-se aos Aliados em 1944, Horia, então diplomata romeno, foi preso pelos nazistas em Viena e internado nos campos de concentração de Krummhübel e de Maria Pfarr. Um ano mais tarde foi libertado pelo Exército Britânico e trasladado para Bolonha, juntamente com sua esposa Olga.
Horia decidiu não regressar à Romênia, que caíra na órbita da União Soviética. Viveu na Itália, onde se tornou amigo de Giovanni Papini. Em 1948 parte para a Argentina, onde ensinou na Universidade de Buenos Aires, e, em 1953, radicando-se na Espanha de Franco, se converte em um dos intelectuais franquistas. Lá, obtém o posto de professor da Faculdade de Ciências da Informação da Universidade Complutense de Madrid e, em seguida, o de catedrático da Faculdade de Filosofia e Letras da Universidade de Alcalá de Henares. Escreveu ensaios, poesia e romances. Foi assíduo colunista de El Alcázar, assim como fundador, em 1971, da revista Futuro presente. Dirigiu a coleção Punto Omega, de Ediciones Guadarrama.
Em 1960, foi-lhe outorgado o Prêmio Goncourt, mas as acusações de «filofascista» o obrigaram a renunciar ao prêmio. Obteve o Prêmio Dante Alighieri, de Florença, em 1981.
Acometido de um tumor cerebral, faleceu em 1992 e foi enterrado no Cemitério de La Almudena.

## Pensamento e características de sua obra
A obra de Vintila Horia acusa a influência do pensamento tradicionalista-esotérico de René Guénon. Na Introdução à literatura do século XX, Vintila estuda a produção literária de seu século à luz destas ideias: tanto os vanguardistas como o que ele chama o espaço de Viena (Musil, Broch, Kafka, Rilke, Thomas Mann), os romancistas utópicos ou os da Geração Perdida norte-americana refletiram a consciência de se encontrar no fim de um ciclo, sendo a modernidade a fase última e decadente desse ciclo. Nietzsche e Dostoiévski haviam sido os arautos do fim da modernidade, e os melhores escritores do século XX não fizeram senão expressar a angústia inerente a um vazio cultural e existencial cuja iminência pressentiam.
Culturalmente católico (embora aparentemente não tenha abandonado sua confissão ortodoxa) viu na Espanha do Século de Ouro a última oportunidade do homem cristão para criar na Terra uma ecúmena, um império sob a luz de Cristo e segundo as ideias de Dante em Da Monarquia. Nesse sentido, a derrota da Armada Invencível se converte no símbolo de um projeto titânico (quixotesco) que se afunda para jamais ser recuperado. É o tema de um de seus últimos romances, Um sepulcro no céu, onde El Greco se erige em cronista de um desastre e O Enterro do Conde de Orgaz na alegoria de "um sonho que se frustra na Terra para se cumprir no céu". Como consequência, sua obra se tinge de um forte pessimismo antropológico.
Outro de seus temas prediletos é o da nova física e suas implicações filosóficas e inclusive políticas. Nas teorias de Planck e Heisenberg, Vintila Horia vê um indeterminismo que se choca de frente com as bases ideológicas do socialismo. O desafio de nossa época consiste em adequar a política à nova ciência, saltando uma lacuna que vêm sendo letal para o Ocidente. Esta perspectiva metapolítica (como ele a costumava chamar) é a que dá origem ao seu romance Persegui Boécio, onde o tema do intelectual perseguido pelo totalitarismo adquire uma nova dimensão.
A experiência traumática do exílio fornece o tema fundamental de seus romances. Estes costumam recriar as vivências interiores de personagess históricos que sofreram o desterro, como Platão (A sétima carta), Ovídio (Deus nasceu no exílio), o príncipe Radu Negru (O cavaleiro da resignação) ou o próprio El Greco. De um modo geral, o exílio é a ocasião para um reencontro consigo mesmos, para a descoberta de um novo e definitivo sentido vital.
O monólogo interior do protagonista costuma ocupar a maior parte do romance, quase sempre em primeira pessoa. Ademais, tanto os fatos como os personagens se encontram carregados de simbolismo. No que concerne aos diálogos, é frequente que tenham um sentido iniciático (outro termo bem ao gosto do autor), ou seja, que resultem decisivos no itinerário espiritual de herói. Um papel que também desempenha a mulher amada, e nestas características é visível a influência de Dante, talvez o autor preferido de Vintila, e também ele um exilado.

## Obras
- Poesía româneascea nouea: Antologie, 1956.
- Presencia del mito, 1957, poesía.
- Poesía y libertad, 1959.
- La rebeldía de los escritores soviéticos, 1960.
- Dieu est né en exil, 1960 (Prêmio Goncourt).
- Le Chevalier de la résignation, 1961.
- Giovanni Papini, 1963.
- Journal d'un paysan du Danube, 1966.
- La septième lettre, 1964.
- Literatura y disidencia, 1980.
- Marthe ou la seconde guerre, 1982.
- Persécutez Boèce!, 1983.
- Un sepulcro en el cielo, 1987.
- Una mujer para el Apocalipsis, 1968.
- Introducción a la literatura del siglo XX, 1989.
- Informe último sobre el Reino H, 1981.